# Coquitlam
Coquitlam is een stad in Canada in de provincie Brits-Columbia. Coquitlam telde in 2021 bij de volkstelling 148.625 inwoners.